# گاو شاخ‌بلند انگلیسی

گاو شاخ‌بلند انگلیسی (به انگلیسی: English Longhorn) یک نژاد گاو گوشتی بریتانیایی است که با شاخ‌های منحنی بلند مشخص می‌شود. در شمال انگلستان، در شهرستان‌های لنکاوی، وست مورلند و یورکشایر سرچشمه گرفت و سپس به میدلندز انگلیس و ایرلند گسترش یافت. در اصل یک جانور کشنده آرام سنگین بود. گاوها مقدار کمی شیر دادند، اگرچه پرچرب بود. در سدۀ هجدهم رابرت باکول روش‌های پرورش انتخابی خود را برای این گاوها به کار برد که برای مدت کوتاهی به نژاد غالب بریتانیایی تبدیل شد.  هم تعداد و هم کیفیت این نژاد در طول سدۀ نوزدهم و در بسیاری از قرن بیستم کاهش یافت. انجمن نژاد در سال ۱۸۷۸ تشکیل شد و یک کتاب از گله‌ها در آن سال منتشر شد. 